# Трудовое (Семёновский район)
Трудовое (укр. Трудове) — бывший посёлок в Семёновском районе Черниговской области Украины. Посёлок был подчинено Погорельскому сельсовету.

## История
Население на 1986 год — 10 человек.
Решением Черниговского областного совета от 23.10.1992 года село снято с учёта, в связи с переселением жителей.

## География
По состоянию местности на 1986 год, посёлок представлял из себя одну улицу и 4 отдельно расположенные двора.
Было расположено юго-западнее села Тополевка и западнее села Анновка. Окружено лесом (доминирование сосны).